# فابريسيو دومينغيز
فابريسيو دومينغيز (بالإسبانية: Fabricio Domínguez Huertas) هو لاعب كرة قدم أوروغواياني وإسباني في مركز الوسط، ولد في 24 يونيو 1998 في مونتيفيديو في الأوروغواي. لعب مع تيغري.

## وصلات خارجية
- فابريسيو دومينغيز على موقع قاعدة بيانات كرة القدم.إي يو (الإنجليزية)
- فابريسيو دومينغيز على موقع Soccerway.com (الإنجليزية)